# Amstrad CPC

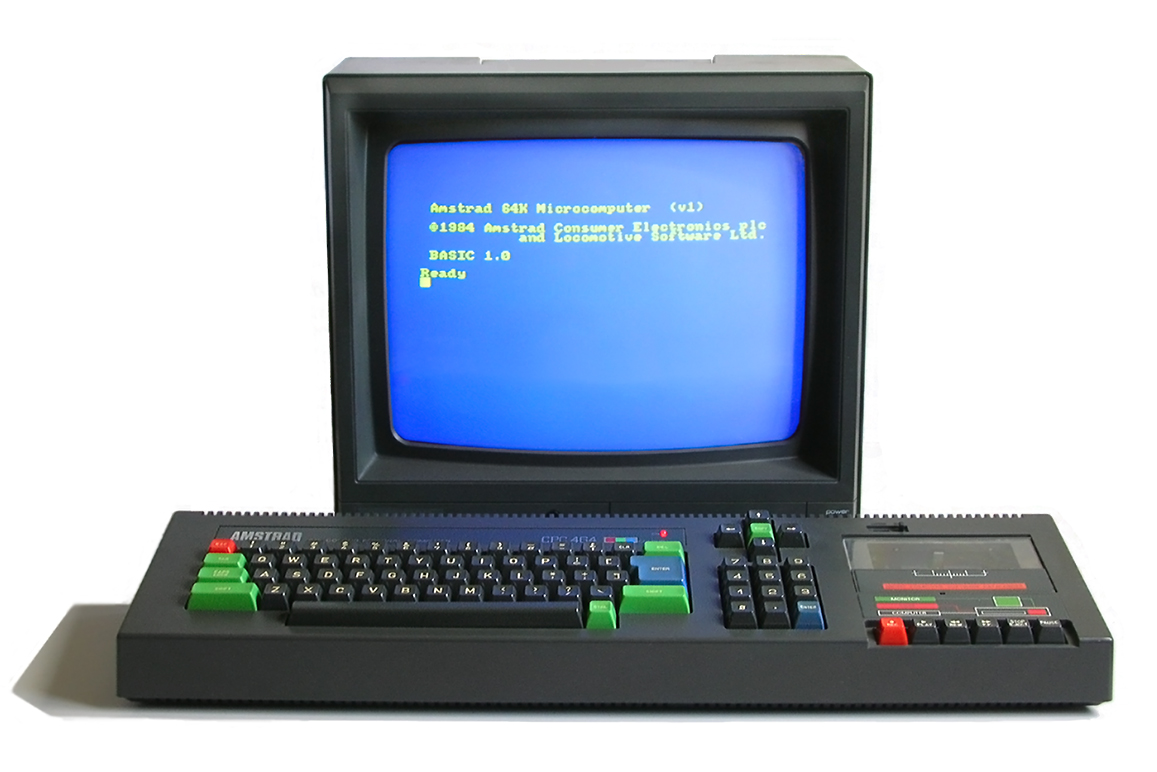
Amstrad CPC

Amstrad CPC（Colour Personal Computer的缩写）是Amstrad在1984至1990年间制作的一系列8位元家用电脑。此产品意在挑战1980年代中期，统治西欧家用电脑市场的Commodore 64和Sinclair ZX Spectrum。
系列有六个机种：CPC464、CPC664、CPC6128获得高度成功。但之后强化硬件、延长系统生命周期的plus型号，以及将plus硬件打包到游戏机的GX4000，则未获得如此成功。
CPC系列在生命周期售出约300万套。